# Курмел
Курмел (фр. Courmelles) насеље је и општина у североисточној Француској у региону Пикардија, у департману Ен (Пикардија) која припада префектури Соасон.
По подацима из 2011. године у општини је живело 1708 становника, а густина насељености је износила 252,66 становника/km². Општина се простире на површини од 6,76 km². Налази се на средњој надморској висини од 60 метара (максималној 163 m, а минималној 49 m).

## Демографија
| 1962. | 1968. | 1975. | 1982. | 1990. | 1999. | 2011. |
| ----- | ----- | ----- | ----- | ----- | ----- | ----- |
| 907   | 963   | 1.973 | 2.101 | 1.915 | 1.659 | 1.708 |

График промене броја становника у току последњих година